# Ben Cook
Benjamin Tyler Cook (Eden, Carolina del Norte, 11 de diciembre de 1997) es un actor de teatro estadounidense. Ha aparecido en Broadway en Ragtime, Billy Elliot (por el que fue nominado a un premio Helen Hayes), Tuck Everlasting, Mean Girls y West Side Story. También ha actuado en dos giras nacionales de Broadway, Billy Elliot y Newsies the Musical, y apareció en televisión en episodios de 30 Rock, House of Cards, Veep, Law & Order: Special Victims Unit y en la película Paterno de HBO. Recientemente apareció como Jet en la versión cinematográfica de 2021 de West Side Story y como Henry en la serie de terror de HBO Max Pretty Little Liars: Original Sin (2022).

## Primeros años
Cook nació en Eden, Carolina del Norte, y creció en la ciudad de Nueva York y Lorton, Virginia. Es el hijo menor de Jill y Glenn Cook. Su madre es la directora ejecutiva de la Asociación Estadounidense de Consejeros Escolares. Su padre es fotógrafo, bloguero y consultor editorial.
A la edad de siete años, Cook comenzó a estudiar danza en la Escuela Metropolitana de las Artes en el norte de Virginia. Asistió a la Escuela Profesional de Artes Escénicas en la ciudad de Nueva York durante la escuela secundaria y durante la escuela secundaria.

## Carrera

### Teatro musical
Cook actuó en varias producciones cuando era niño en Washington D. C., incluso en el Ford's Theatre y el John F. Kennedy Center for the Performing Arts. Hizo su debut en Broadway a la edad de once años en Ragtime en el Neil Simon Theatre, como suplente e interpretando el papel de Edgar (The Little Boy). Su siguiente papel en Broadway fue Tall Boy en Billy Elliot en el Imperial Theatre, e interpretó los papeles de Michael, luego Billy en la gira nacional norteamericana de la producción. Su última actuación en la gira como "Billy" fue en Las Vegas, Nevada, el 19 de mayo de 2013.
Desde los 16 años, estuvo de gira durante un año y medio en el papel de Race y ocasionalmente interpretó el papel de Crutchie como suplente en la primera gira nacional de Newsies the Musical.  En enero de 2016, después de más de 500 presentaciones, Cook dejó esa gira y se unió al elenco original de Broadway de Tuck Everlasting. Las vistas previas comenzaron en marzo de 2016, y el show cerró el mismo mayo.
Cook se unió al conjunto de la adaptación musical de la película Mean Girls. Su prueba previa a Broadway comenzó en octubre de 2017 en el Teatro Nacional, en Washington D. C. El espectáculo se estrenó en Broadway en abril de 2018. Estaba programado para aparecer en el revival de Broadway de 2020 de West Side Story como Riff, el líder de los Jets, pero dejó la producción después de lesionarse en una presentación preliminar.

### Cine y television
En televisión, Cook apareció como el joven Jack en 30 Rock, en el episodio "Chain Reaction of Mental Anguish" (2010); y como Walt en el episodio de la serie Veep de HBO titulado "The Choice" (2014). Interpretó al hijo de Heather Dunbar en el episodio "Chapter 27" de la serie de Netflix House of Cards (2013). En Law & Order: Special Victims Unit, interpretó a Adam Turner en el episodio "Great Expectations" (2017).
Cook repitió su papel de Race in Newsies en la adaptación cinematográfica del musical, que recibió un estreno limitado en febrero de 2017 y luego en Netflix. En el 2018, apareció en la película Paterno de HBO.
También apareció en la adaptación cinematográfica de 2021 de West Side Story como Mouthpiece, miembro de los Jets.

## Filmografía

### Teatro
| Fecha | Título                        | Papel                                 | Teatro                                          | Notas                        |
| --- | ----------------------------- | ------------------------------------- | ----------------------------------------------- | ---------------------------- |
| 16 de noviembre de 2017 - 30 de diciembre de 2006                                                              | A Christmas Carol             | Tiny Tim                              | Teatro Ford                                     | Washington D. C.             |
| 28 de febrero de 2008 - 13 de abril de 2008                                                                    | Macbeth                       | Young Macduff                         | Folger Shakespeare Library                      | Washington D. C.             |
| 2 de diciembre de 2008 - 27 de diciembre de 2008                                                               | A Christmas Carol             | Urchin, Ignorance, Turkey Boy         | Teatro Ford                                     | Washington D. C.             |
| 3 de febrero de 2009 - 8 de marzo de 2009                                                                      | The Heavens Are Hung in Black | Tad Lincoln                           | Lansburgh Theatre                               | Washington D. C.             |
| 18 de abril de 2009 - 17 de mayo de 2009                                                                       | Ragtime                       | Understudy: Edgar (The little boy)    | Centro John F. Kennedy para las Artes Escénicas | Washington D. C.             |
| 15 de noviembre de 2009 - 10 de enero de 2010                                                                  | Ragtime                       | Understudy: Edgar (The little boy)    | Neil Simon Theatre                              | Broadway                     |
| 12 de marzo de 2010 - 4 de abril de 2010                                                                       | The Golden Age                | The Page                              | Centro John F. Kennedy para las Artes Escénicas | Washington D. C.             |
| 7 de julio de 2010 - 14 de octubre de 2010                                                                     | Billy Elliot                  | Tall/Posh Boy, Understudy: Michael    | Imperial Theatre                                | Broadway                     |
| 3 de noviembre de 2011 - 22 de enero de 2012                                                                   | Billy Elliot                  | Michael                               | National Tour                                   | National Tour                |
| 30 de junio de 2012 - 19 de mayo de 2013                                                                       | Billy Elliot                  | Billy                                 | National Tour                                   | National Tour                |
| 11 de octubre de 2014 - 31 de enero de 2016                                                                    | Newsies the Musical           | Race, Understudy: Crutchie            | National Tour                                   | National Tour                |
| Vistas previas: 31 de marzo de 2016 Estrenada: 26 de abril de 2016 Finalizada: 29 de mayo de 2016              | Tuck Everlasting              | Reparto, Understudy: Jesse Tuck, Hugo | Broadhurst Theatre                              | Broadway                     |
| 31 de octubre de 2017 - 3 de diciembre de 2017                                                                 | Mean Girls                    | Reparto                               | Teatro Nacional (Washington, D.C)               | Pre-Broadway Out of Town Run |
| Vistas previas: 12 de marzo de 2018 Estrenada: 8 de abril de 2018 Última actuación de Cook: 8 de abril de 2019 | Mean Girls                    | Reparto                               | August Wilson Theatre                           | Broadway                     |
| Vistas previas: 10 de diciembre de 2019 Dejó la producción: 5 de enero de 2020                                 | West Side Story               | Riff                                  | Broadway Theatre                                | Broadway                     |

### Películas
| Año  | Título                       | Papel      | Notas |
| ---- | ---------------------------- | ---------- | ----- |
| 2021 | West Side Story              | Mouthpiece |       |
| 2023 | Felicidad para principiantes | Beckett    |       |

### Televisión
| Año           | Título                            | Papel                  | Episodio                           | Cadena   |
| ------------- | --------------------------------- | ---------------------- | ---------------------------------- | -------- |
| 2010          | 30 Rock                           | Jack joven             | "Chain Reaction of Mental Anguish" | NBC      |
| 2013          | House of Cards                    | Hijo de Heather Dunbar | "Chapter 27"                       | Netflix  |
| 2014          | Veep                              | Walt                   | "The Choice"                       | HBO      |
| 2017          | Law & Order: Special Victims Unit | Adam Turner            | "Great Expectations"               | NBC      |
| 2018          | Paterno                           | Aaron Fisher           | N/A                                | HBO      |
| 2022          | The First Lady                    | Steven Ford            | Recurrente                         | Showtime |
| 2022—presente | Pretty Little Liars: Original Sin | Henry                  | Recurrente                         | HBO Max  |